# Fortezza di Asen
La fortezza di Asen (in bulgaro Asenova krepost) si trova a 2 km da Asenovgrad e a 30 km da Plovdiv, sull'alto di una roccia naturale. Tra i ruderi di quest'ultima si staglia la chiesa della Dormizione della Vergine (Sveto Uspenie Bogorodicno), risalente al XIII secolo. La fortezza detta: rocca di Asen (Asenova krepost) porta il nome del re di Bulgaria Ivan Asen II che la conquistò nel 1230. Prima di lui della rocca bizantina si erano impadroniti Federico Barbarossa nel 1189 e nel 1203 i franchi; nel 1205 vi si asserragliò il cavaliere fiammingo Renier de Trit, signore di Plovdiv, che con 15 uomini resistette per 13 mesi ai bulgari, finché non fu liberato da Enrico di Hainault, fratello dell'imperatore dell'Impero latino d'Oriente, Baldovino I di Fiandra. Nel 1208 la rocca fu presa dal boiardo Slav, che vi rinchiuse la bella e giovane moglie, figlia dell'imperatore latino d'Oriente Enrico I.